# 351. pěší divize (Wehrmacht)
351. pěší divize (německy 351. Infanterie-Division) byla pěší divize německé armády (Wehrmacht) za druhé světové války.

## Historie
Divize byla založena 10. března 1940 v rámci 9. mobilizační vlny v Čenstochové, která byla součástí Generálního gouvernementu. Divize dala k dispozici 1. června 1940 tři roty vrchnímu velitelství německých ozbrojených sil v Generálním gouvernementu. Později byla divize přesunuta do říše a 21. srpna 1940 byla zrušena.

## Velitelé
| Datum           | Hodnost        | Jméno        |
| --------------- | -------------- | ------------ |
| 10. březen 1940 | generálporučík | Paul Göldner |

## Členění
| Členění 351. pěší divize  |
| ------------------------- |
| Infanterie-Regiment 641   |
| Infanterie-Regiment 642   |
| Infanterie-Regiment 643   |
| Artillerie-Batterie 351   |
| Aufklärungs-Schwadron 351 |